# Berenberg Kulturpreis
Der Berenberg Kulturpreis wird seit 1991 von der Berenberg Bank Stiftung von 1990 verliehen. Er ist mit 12.000 Euro dotiert. Die Stiftung vergibt zudem Stipendien für den Nachwuchs im Bereich der Kunst. Mehr als 70 Künstler und Künstlerinnen hat sie durch Preis und Stipendium bis 2016 gefördert. a Bis 2025 gingen weit über eine Million Euro an 175 junge Künstlerinnen und Künstler.
Gemeinsam mit der Universitäts-Gesellschaft Hamburg e. V. lobte die Stiftung den Berenberg Preis für Wissenschaftssprache aus.
Darüber hinaus hat sie in der Vergangenheit weitere Preise und Förderungen vergeben, die in dieser Übersicht mit aufgeführt sind.

## Berenberg Kulturpreis
- 1991: Christiane Iven, Mezzosopran
- 1992: Gregor Bühl, Dirigent
- 1993: Junges Forum Musiktheater
- 1994: Schleswig-Holstein Musik Festival – Meisterklassen
- 1995: Ballettzentrum John Neumeier
- 1996: St.-Michaelis-Chor (heute: Carl-Philipp-Emanuel-Bach-Chor)
- 2000: Katja Pieweck, Mezzosopran
- 2002: Niklas Eppinger, Violoncello
- 2003: Taehyun Kim, Violine
- 2004: Motomi Ishikawa, Violine
- 2005: Anna Vinnitskaya, Klavier
- 2006: Katrin Gordon, Flöte
- 2007: Lini Gong, Sopran
- 2008: Lauma Skride, Klavier
- 2009: El Duo (Michael Kibardin, Violine; Stepan Simonian, Klavier)
- 2010: Bonnard Trio (Olena Kushpler, Klavier; Hovhannes Baghdasaryan, Violine; Mikhail Tolpygo, Violoncello)
- 2011: Alberto Menchen, Violine
- 2012: Yoel Gamzou, Dirigent
- 2013: Hubert Rutkowski, Klavier
- 2014: Trio Catch (Boglárka Pecze, Klarinette; Eva Boesch, Violoncello; Sun-Young Nam, Klavier)
- 2015: Asya Fateyeva, Saxophon
- 2016: Luise Kautz, Musiktheaterregie
- 2017: Volodymyr Lavrynenko, Klavier
- 2018: Baum Quartett (Sun Shin, Violine; Onyou Kim, Violine; Daekyu Han, Viola; Hang-Oh Cho, Violoncello)
- 2019: Anaëlle Tourret, Harfe
- 2020: Roman Gerber, Klarinette
- 2021: Daria Parkhomenko, Klavier; Vlada Shchavinska, Sopran (Verleihung der Preise 2022)
- 2022: Yu Sugimoto, Dirigent[2], Maximilian David Scheidt, Darstellende Kunst; Talya Feldman, Bildende Kunst
- 2023:  Trio E.T.A. (Elene Meipariani, Violine; Till Schuler, Violoncello; Till Hoffmann, Klavier)[3]
- 2024: der Kammerchor der Hochschule für Musik und Theater Hamburg unter Chorleiter Prof. Cornelius Trantow[4]
- 2025: Nuron Mukumi, Klavier[5]

## Berenberg Kunstpreis
- 2025: Prateek Vijan[6], Bildende Kunst: Installationen

## Stipendium
- 1991: Max Färberböck, Regie; Sebastian Knauer, Klavier
- 1992: Nicola Thomas, Schauspiel
- 1995: Corinne Tatjana Nordmann
- 1996: Aglika Angelova, Klavier; Lila Gailing
- 1997: Ballettzentrum John Neumeier
- 1998: Svenja Karsten; Martina Müller; Susanne Simon
- 2000: Maren Eggert, Schauspiel
- 2001: Dina Zemtsova, Violine
- 2002: Wolfgang Dinslage, Regie
- 2003: Trio Zephyr
- 2004: Felix Knopp, Schauspiel; Nele Lamersdorf, Flöte; Quartett Orange
- 2004–2007: Pascal Stierl, Violine
- 2005: Christine Eder, Regie; Trio 83
- 2005–2008: Alexander Krichel, Klavier
- 2006: Sergej Moya, Schauspiel
- 2007: Benjamin Hessler, Drehbuch; Julia Hölscher, Regie
- 2007–2009: Delphine Lizé, Klavier
- 2008: Sönke Klegin, Trompete; Jana Schulz, Schauspiel; Flavius Petrescu, Trompete; Daniel Wahl, Regie
- 2008–2009: Miriam Leuchtmann, Klarinette
- 2009: Katrin Gebbe, Regie; Alexander Khuon, Schauspiel; Serkal Kus, Drehbuch; Moritz Schultheiß, Kamera; Ruriko Yamamiya, Harfe
- 2009–2010: Stephanie Blum, Filmproduktion
- 2009–2011: Sara Saalmann, Sopran
- 2010: Florian Lösche, Bühnenbild; Lin Chen, Dirigent; Vida Miknevičiūtė, Sopran
- 2010–2011: Josa Malich, Trompete
- 2010–2016: Jewgenij Sudbin (Yevgeny Sudbin), Klavier
- 2011: Keisuke Honda, Oboe; Kefei Hu, Klarinette; Jette Steckel, Regie
- 2012: Olga Chumikova, Orgel; Varvara Nepomnyshchaya, Klavier
- 2013: Helena Castro Ferreira, Sopran; Gabrielė Vasiliauskaitė, Sopran
- 2014: Solen Mainguené, Sopran; Levi Marek, Fagott; Pedro José da Silva Salazar, Horn
- 2015: Vira Guliei, Violine; Algirdas Šochas, Violine
- 2016: Guitar Duo Reichelt & Nissen; Olena Guliei, Violoncello
- 2016–2018: Narea Son, Sopran
- 2017: Danae Papamatthäou-Matschke, Violine; Tomás Guerra Figueiredo, Horn; Jungkwon Jang, Countertenor[7]
- 2018: Lilli Pätzold, Blockflöte; Nicola Procaccini, Orgel[8]
- 2019: Alejandro Orozco Hincapíe, Trompete; Irina Bogdanova, Sopran[9]
- 2020: Anna Olivia Amaya Farias, Violoncello; Daan Boertien, Klavier[10]
- 2023: das sechsköpfige Vokal-Ensemble Vocoder aus Studenten der Hochschule für Musik und Theater Hamburg; Milad Darvish Ghane, Gitarre; Marie Pietsch, Bildende Kunst[11]
- 2024: das Tovesco Trio mit Francesco Maccarrone (Klavier), Luca Giovannini (Violoncello) und Veronika Rädler (Violine); Elena Khurgina, Cembalo; Simin Jalilian, Bildende Kunst; das Theater Kiel und sein Intendant Daniel Karasek[12]
- 2025: Seungwoo Sun, Bariton; Eva Wetzel, Violine[13]

## Berenberg Preis für Wissenschaftssprache
Mit dem Preis wurden bis 2018 in Deutsch verfasste, wissenschaftlich herausragende Arbeiten ausgezeichnet, die in einer ästhetisch ansprechenden und leicht verständlichen Sprache geschrieben sind. Mit ihm sollte das Bemühen um die Qualität der deutschen Wissenschaftssprache gefördert werden. Der mit 5000 Euro dotierte Preis ist von der Berenberg Bank Stiftung von 1990 gestiftet und wurde seit 2009 alle drei Jahre von der Universitäts-Gesellschaft Hamburg vergeben.
- 2009: Anja Tervooren für ihren Aufsatz „Tanz, Prüfung und Wettkampf. Lernkultur jugendlicher Mädchen zwischen Ent- und Reritualisierung“
- 2012: Myriam Isabell Richter für ihr Buch „Voßstraße 16: Im Zentrum der (Ohn-)Macht“
- 2015: Anton F. Guhl für sein Buch „Johannes August Lattmann. Sozial und liberal im vordemokratischen Hamburger Senat“
- 2018: Peter Mankowski für sein Buch „Rechtskultur“

## Ehemalige Preise und Förderungen

### Berenberg-Umweltpreis
- 1992: Carsten Reith
- 1993: Thomas Effenberger, Peter Kesners, Jorg Wagner
- 1994: Frank Lukeit

### Bildankauf
- 1993: Ulf Pappay, Anette Schmidt
- 2001: Angeles Fabri, Viviana Salinas

### Projektförderung
- 1999: 100 Jahre Deutsches Schauspielhaus – „Backstage“
- 1999: Internationales Opernstudio – Blaubart
- 2000: Kunsthalle Bremen – Rembrandt
- 2002: Lydia Gorstein
- 2003 und 2006: Thalia Theater – Autorentheatertage
- 2007: Atlantic Forum
- 2008 und 2009: Hochschule für Musik und Theater – Austausch chinesischer Studenten
- 2010: MICHEL Kinder und Jugend Filmfest
- 2011–2015: Art School Alliance
- 2015: Thomas Oswald

### Berenberg Preis für junge Kunst
- 2010: Monika Grzymala
- 2012: Verena Issel
- 2013: Katja Aufleger
- 2014: Alice Peragine
- 2015: Andrzej Steinbach

### Berenberg-Filmpreis derHFBK
- 2012: Victor Orozco Ramirez
- 2013: Il Kang, Bernhard Hetzenauer
- 2014: Heiko Volkmer, Helena Wittmann
- 2015: Hana Kim
- 2016: Maya Connors, Benjamin Wölfing
- 2017: Rosana Cuellar, Willy Hans
- 2018: Mariam Mekiwi
- 2019: Faezeh Nikoozad
- 2020: Ferdi Ortaeri
- ab 2021: HFBK-Filmpreis der Hamburgischen Kulturstiftung und von dieser vergeben.[14]